# Hierodula kapaurana
Hierodula kapaurana är en bönsyrseart som beskrevs av Giglio-tos 1912. Hierodula kapaurana ingår i släktet Hierodula och familjen Mantidae. Inga underarter finns listade i Catalogue of Life.